# Haloxylon negevensis
Haloxylon negevensis là loài thực vật có hoa thuộc họ Dền. Loài này được (Iljin & Zohary) Boulos mô tả khoa học đầu tiên năm 1995.